# Grande Prêmio da Espanha de 1978
Resultados do Grande Prêmio da Espanha de Fórmula 1 realizado em Jarama em 4 de junho de 1978. Sétima etapa do campeonato, foi vencido pelo norte-americano Mario Andretti, que subiu ao pódio junto a Ronnie Peterson numa dobradinha da Lotus-Ford, com Jacques Laffite em terceiro pela Ligier-Matra.

## Classificação da prova
| Pos. | Nº | Piloto                | Construtor         | Voltas | Tempo/Diferença          | Grid | Pontos |
| ---- | -- | --------------------- | ------------------ | ------ | ------------------------ | ---- | ------ |
| 1    | 5  | Mario Andretti        | Lotus-Ford         | 75     | 1:41:47.060              | 1    | 9      |
| 2    | 6  | Ronnie Peterson       | Lotus-Ford         | 75     | + 19.56                  | 2    | 6      |
| 3    | 26 | Jacques Laffite       | Ligier-Matra       | 75     | + 37.24                  | 10   | 4      |
| 4    | 20 | Jody Scheckter        | Wolf-Ford          | 75     | + 1:00.060               | 9    | 3      |
| 5    | 2  | John Watson           | Brabham-Alfa Romeo | 75     | + 1:05.930               | 7    | 2      |
| 6    | 7  | James Hunt            | McLaren-Ford       | 74     | + 1 volta                | 4    | 1      |
| 7    | 19 | Vittorio Brambilla    | Surtees-Ford       | 74     | + 1 volta                | 16   |        |
| 8    | 27 | Alan Jones            | Williams-Ford      | 74     | + 1 volta                | 18   |        |
| 9    | 9  | Jochen Mass           | ATS-Ford           | 74     | + 1 volta                | 17   |        |
| 10   | 12 | Gilles Villeneuve     | Ferrari            | 74     | + 1 volta                | 5    |        |
| 11   | 18 | Rupert Keegan         | Surtees-Ford       | 73     | + 2 voltas               | 23   |        |
| 12   | 3  | Didier Pironi         | Tyrrell-Ford       | 71     | + 4 voltas               | 13   |        |
| 13   | 15 | Jean-Pierre Jabouille | Renault            | 71     | + 4 voltas               | 11   |        |
| 14   | 36 | Rolf Stommelen        | Arrows-Ford        | 71     | + 4 voltas               | 19   |        |
| 15   | 17 | Clay Regazzoni        | Shadow-Ford        | 67     | Mangueira de combustível | 22   |        |
| Ret  | 22 | Jacky Ickx            | Ensign-Ford        | 64     | Motor                    | 21   |        |
| Ret  | 14 | Emerson Fittipaldi    | Fittipaldi-Ford    | 62     | Regulador                | 15   |        |
| Ret  | 11 | Carlos Reutemann      | Ferrari            | 57     | Acidente                 | 3    |        |
| Ret  | 1  | Niki Lauda            | Brabham-Alfa Romeo | 56     | Motor                    | 6    |        |
| Ret  | 4  | Patrick Depailler     | Tyrrell-Ford       | 51     | Motor                    | 12   |        |
| Ret  | 16 | Hans-Joachim Stuck    | Shadow-Ford        | 45     | Suspensão                | 24   |        |
| Ret  | 35 | Riccardo Patrese      | Arrows-Ford        | 21     | Motor                    | 8    |        |
| Ret  | 25 | Hector Rebaque        | Lotus-Ford         | 21     | Exaustor                 | 20   |        |
| Ret  | 8  | Patrick Tambay        | McLaren-Ford       | 16     | Rodou                    | 14   |        |
| DNQ  | 37 | Arturo Merzario       | Merzario-Ford      |        |                          |      |        |
| DNQ  | 30 | Brett Lunger          | McLaren-Ford       |        |                          |      |        |
| DNQ  | 28 | Emilio de Villota     | McLaren-Ford       |        |                          |      |        |
| DNQ  | 10 | Alberto Colombo       | ATS-Ford           |        |                          |      |        |
| DNPQ | 32 | Keke Rosberg          | Theodore-Ford      |        |                          |      |        |

## Tabela do campeonato após a corrida
| Pos. | Piloto            | Pontos |
| ---- | ----------------- | ------ |
| 1    | Mario Andretti    | 36     |
| 2    | Ronnie Peterson   | 26     |
| 3    | Patrick Depailler | 23     |
| 4    | Carlos Reutemann  | 22     |
| 5    | Niki Lauda        | 16     |

| Pos. | Construtor         | Pontos |
| ---- | ------------------ | ------ |
| 1    | Lotus-Ford         | 45     |
| 2    | Tyrrell-Ford       | 25     |
| 3    | Ferrari            | 22     |
| 4    | Brabham-Alfa Romeo | 22     |
| 5    | Ligier-Matra       | 10     |

- Nota: Somente as primeiras cinco posições estão listadas. As dezesseis etapas de 1978 foram divididas em dois blocos de oito e neles cada piloto podia computar sete resultados válidos. Dentre os construtores era atribuída apenas a melhor pontuação de cada equipe por prova.